# مونتو بيكاريا (بافيا)
مونتو بيكاريا (بالإيطالية: Montù Beccaria)‏ هي بلدة تقع في مقاطعة بافيا بإقليم لومبارديا في شمال إيطاليا. تبلغ مساحة هذه المدينة 15.6 (كم²)، وترتفع عن سطح البحر 280 م، بلغ عدد سكانها 1736 نسمة في عام 2004 حسب إحصاء المعهد الوطني للإحصاء.

## السكان
في سنة 1861 بلغ عدد السكان 3٬486 نسمة، وتطور العدد ليصل في سنة 2011 لـ 1٬722 نسمة.
يظهر هذا المخطط البياني تطور النمو السكاني لـ مونتو بيكاريا (بافيا)